# Evips percinctus
Evips percinctus är en fiskart som beskrevs av Mccosker 1972. Evips percinctus ingår i släktet Evips och familjen Ophichthidae. Inga underarter finns listade i Catalogue of Life.